# Aliciella
Aliciella és un gènere de plantes amb flor de la família Polemoniaceae. Les seves espècies han estat considerades com a pertanyents al gènere Gilia fins fa ben poc, quan hom proposà de tornar-les a l'Aliciella; el gènere havia estat creat el 1905 per incloure algunes gilia que semblaven diferents de les altres, però s'abandonà poc després. Anàlisis genètiques recents han apuntat la necessitat de reviure el gènere. El gènere rebé el seu nom per la botànica canadenca establerta als EUA Alice Eastwood.

## Taxonomia
(donat que es tracta d'un gènere en revisió, les atribuïdes en aquest moment)
- Aliciella caespitosa (A.Gray) J.Mark Porter
- Aliciella formosa (Greene] ex Brand) J.Mark Porter
- Aliciella haydenii (A.Gray) J.Mark Porter
- Aliciella heterostyla (S. Cochrane i A.G.Day) J.Mark Porter
- Aliciella hutchinsifolia (Rydb.) J.Mark Porter
- Aliciella latifolia (S. Wats.) J.Mark Porter
- Aliciella leptomeria (A. Gray) J.Mark Porter
- Aliciella lottiae (A.G.Day) J.Mark Porter
- Aliciella mcvickerae (M.E. Jones) J.Mark Porter
- Aliciella micromeria (A. Gray) J.Mark Porter
- Aliciella nyensis (Reveal) J.Mark Porter
- Aliciella penstemonoides (M.E. Jones) J.Mark Porter
- Aliciella pinnatifida (Nutt. ex Gray) J.Mark Porter
- Aliciella ripleyi (Barneby) J.Mark Porter
- Aliciella sedifolia (Brandeg.) J.Mark Porter
- Aliciella subacaulis (Rydb.) J.Mark Porter
- Aliciella subnuda (Torr. ex A.Gray) J.Mark Porter
- Aliciella tenuis (F.G. Sm. i Neese) J.Mark Porter
- Aliciella triodon (Eastw.) J.Mark Porter